# Kleppe
Kleppe è un villaggio della Norvegia, situato nella municipalità di Klepp, nella contea di Rogaland.